# إمارة الفجيرة
إمارة الفجيرة هي واحدة من الإمارات السبع المكونة لدولة الإمارات العربية المتحدة، وهي الإمارة الوحيدة التي لا تقع أراضيها على سواحل الخليج العربي بل على بحر عُمان خارج مضيق هرمز في الجزء الشرقي من شبه الجزيرة العربية. يحدها من الشرق بحر عُمان ومن الغرب إمارة رأس الخيمة وإمارة الشارقة ومن الجنوب مدينة كلباء بإمارة الشارقة، وتطل على ساحل عُمان وتمتد على بحر عُمان بمسافة 70 كيلو متراً من قرية أوحلة حتى دبا شمالاً آخر حدود الإمارة على الساحل، يحكمها الشيخ حمد بن محمد الشرقي وولي عهده إبنه الشيخ محمد بن حمد بن محمد الشرقي، عاصمتها مدينة الفجيرة ويوجد فيها مقرّ الحاكم والدوائر الحكومية والمؤسسات والشركات التجارية.
تمتاز مدينة الفجيرة بتضاريسها الجبلية مما يجعلها وجهة مميزة لهواة رياضة الدراجات الجبلية وتسلق الجبال ويعد مركز الفجيرة للمغامرات المركز المثالي لنشر وتشجيع رياضة المغامرات الجبلية والبحرية وكافة أنواع المغامرات الأخرى بين المواطنين والمقيمين والزوار في إمارة الفجيرة.
كانت الفجيرة منعزلة عن بقية مناطق الدولة لفترة طويلة من الزمن بسبب سلسلة جبال الحجر التي تقسم دولة الإمارات العربية المتحدة إلى قسمين ابتداءً من رأس الخيمة ووصولاً إلى مدينة العين، وبسبب وعورة هذه الجبال كان من الصعب الوصول إلى الساحل الشرقي للدولة في فترة ما قبل الاتحاد. في عام 2011، افتُتح شارع الشيخ خليفة السريع الذي يربط الفجيرة بدبي، ويقصر الوقت الزمني للوصول لها من 90 دقيقة إلى 30 دقيقة.

## التسمية
لم تثبت رواية أكيدة حول تسمية إمارة الفجيرة بهذا الاسم، يُعتقد أن اسم الفجيرة قد اشتق من جدول مائي يحمل هذا الاسم يقع أسفل أحد جبال الإمارة الشاهقة، وهناك روايات أخرى تقول إن التسمية أُخذت من الوقت الذي انحدرت فيه العائلة الحاكمة وهو الفجر وبالتالي سميت بهذا الاسم. بينما رجح بعضهم أن اسم الإمارة إشتق من تفجر العيون بالمنطقة ولكن القول الأرجح والذي يعتقد به الأغلبية من المؤرخين هو أن التسمية جاءت نسبة إلى تفجر الينابيع المائية من تحت الجبال الموجودة هناك.

## تاريخ
تعود أهمية الفجيرة التاريخية إلى حوالي 3000 سنة قبل الميلاد. عندما كان الرعاة والصيادون يقطنون في المنطقة. وقد عُرفت الإمارة قديماً باسم (أرض عمالقة البحار) حيث كانت الموطن الأصلي للمهاجرين من جنوب شرق الجزيرة العربية إلى ساحل الشام وهم الذين عرفوا في التاريخ باسم الفينيقيين وعُرفوا أيضاً باسم عمالقة البحار نتيجة براعتهم في قيادة السفن وركوب البحار. وسُميت بشكل غير رسمي باسم (جوهرة الشرق الأوسط)، وكانت الموطن الأول لقبائل الشرقيين.
نزح رأس الأسرة الحاكمة في إمارة الفجيرة من نزوى في سلطنة عُمان والجد الأول الشيخ محمد بن مطر وولد فيها وكان أبوه حاكماً ومن محمد بن مطر أصبح الحكم في الشرقيين وراثياً وكانت مدة حكم الواحد منهم لا تتجاوز سبع أعوام باستثناء الشيخ حمد بن عبد الله والد الشيخ محمد فقد حكم خمسين عام وتوفي وعمره حوالي ثمانين عام. أما سكانها العرب فمعظمهم من الشرقيين الذين يرجعون بأنسابهم إلى مالك بن فهم غادروا اليمن بعد انهيار سد مأرب واتجهوا على ساحل عُمان وهم من المساكرة الذين ينحدرون من الأزد كما أنهم هناوية شافعية.
بدأ تاريخ الفجيرة في عام 1808م، حين شيّد الشيخ محمد بن مطر زعيم الشرقيين قلعته، وبنى حولها المدينة القديمة. وما زالت الحصون التي شيدها الشرقيون قائمة شامخة تحكي التاريخ الغابر، فقلعة الفجيرة التي بناها الشيخ محمد بن مطر يعود تاريخها إلى ما قبل 300 عام وقلعة البثنة بنيت من 250 عام.
وقد حكم الإمارة لاحقا الشيخ محمد بن حمد الشرقي (1908-1974) منذ عام 1942 وحتى وفاته، وطالب السلطات البريطانية بالاعتراف بالفجيرة ككيان مستقل، وتم له ذلك في عام 1952. كانت التنمية من أهم أولويات الشيخ محمد، الذي سخر كل الإمكانيات لتحقيقها على كافة المستويات. وتم في عهده إنشاء أول محكمة شرعية في عام 1969، وإنشاء أول مدرسة ابتدائية والتي ضمت نحو 90 طالبًا، وافتتاح أول مستوصف طبي في الإمارة عام 1969م، وتأسيس أول مكتبة عامة في الإمارة والبدء بشق الطرق.
كانت إمارة الفجيرة من أوائل الإمارات التي انضمت لتشكيل الاتحاد، ففي الثامن عشر من فبراير عام 1968 عُقد اجتماع بين الشيخ زايد بن سلطان آل نهيان والشيخ راشد بن سعيد آل مكتوم في منطقة السميح على الحدود بين إمارة أبوظبي ودبي، وكان هذا اللقاء هو نواة تأسيس الاتحاد وقيام دولة الإمارات كدولة إتحادية مستقلة، وفي اجتماعٍ لاحق عُقد في دبي في 18 يوليو 1971م، قرّر حكّام ست إمارات من الإمارات المتصالحة وهي: أبوظبي، ودبي، والشارقة، وعجمان، وأم القيوين، والفجيرة، تكوين ما يسمى اليوم دولة الإمارات العربية المتحدة.

## الأسرة الحاكمة
كان الشرقيون هم القبيلة المهيمنة على طول الساحل الشرقي للإمارات المتصالحة (وثاني أكثر القبائل عددًا في المنطقة في بداية القرن التاسع عشر) وهي المنطقة المعروفة باسم الشميلية. أظهر إحصاء عام 1968 أن 90 ٪ من سكان القبائل في الفجيرة هم من الشرقيين. وتابعين تقليديًا لإمارة الشارقة. وعلى مر القرون، قاموا بعدة محاولات للانفصال وإعلان الاستقلال، وأخيرًا أداروا هذا عمليًا ابتدءً من عام 1901 واكتسبوا أخيرًا الاعتراف البريطاني كدولة متصالحة في عام 1952.
استقر الشرقيون على طول الساحل الشرقي للإمارات المتصالحة، من كلباء إلى دبا، وكذلك في سهل وادي حم وجيري، وبحلول نهاية القرن العشرين بلغ تعدادهم حوالي 7000 فرد. هناك ثلاثة أقسام من القبيلة جديرة بالملاحظة وهم: الحفايطات (التي تنحدر منها الأسرة الحاكمة في الفجيرة)، واليماحي والحموديون. كان الشرقيون ثاني أكثر القبائل عددًا (بعد بني ياس) في الإمارات المتصالحة. أما حكام إمارة الفجيرة فهم على الترتيب:
- 1879 - 1936: الشيخ حمد بن عبد الله الشرقي.[10]
- 1936 -1938: الشيخ سيف بن حمد الشرقي.
- 1938 -1974: الشيخ محمد بن حمد الشرقي.[13]
- 1974 حتى الآن: الشيخ حمد بن محمد الشرقي

## الجغرافيا

### الجيولوجيا
تتميز الإمارة بوجود سلسلة من الجبال الوعرة التي تفصلها عن خليج عمان والسهل الساحلي الشرقي، وهو من أخصب مناطق الدولة التي تكثر فيها المزارع. تتكون الإمارة في مجملها من السلاسل الجبلية والهضاب والسهول والواحات وبعض المناطق الصحراوية. المناخ في الفجيرة شبه قاري، وتتنوع درجات الحرارة بحسب شهور السنة مع أمطار ومستويات متفاوتة من الرطوبة.
تتكون الفجيرة من جزئين منفصلين، كلاهما يطل على بحر عُمان الأبرد مياها من الخليج العربي الأمر الذي يساهم باعتدال مناخها نسبياً وتتميز بجبالها وشواطئها وعيونها الكبريتية كعين غمور وعين مضب وهي ذات طبيعة جبلية. وفيها العديد من الوديان أشهرها وادي سيجى ووادي حام

### الطقس والمناخ
الطقس بشكل عام دافئ معظم أيام السنة. عادةً ما تكون الأشهر من ديسمبر إلى مارس هي الأبرد، حيث يبلغ متوسط درجات الحرارة خلال النهار حوالي 25 درجة مئوية (77 درجة فهرنهايت) ونادرًا ما تتجاوز 30 درجة مئوية (86 درجة فهرنهايت) ترتفع درجات الحرارة إلى أكثر من 40 درجة مئوية (104 درجة فهرنهايت) في الصيف. هطول الأمطار في الفجيرة هو الأعلى عن بقية الإمارت ويرجع ذلك إلى تأثير الجبال التي تحيط بالإمارة لأن الرياح السائدة تجلب معها سحبًا محملة بالمياه من المحيط الهندي الدافئ. 
| البيانات المناخية لـ(1990-2016)                   | البيانات المناخية لـ(1990-2016) | البيانات المناخية لـ(1990-2016) | البيانات المناخية لـ(1990-2016) | البيانات المناخية لـ(1990-2016) | البيانات المناخية لـ(1990-2016) | البيانات المناخية لـ(1990-2016) | البيانات المناخية لـ(1990-2016) | البيانات المناخية لـ(1990-2016) | البيانات المناخية لـ(1990-2016) | البيانات المناخية لـ(1990-2016) | البيانات المناخية لـ(1990-2016) | البيانات المناخية لـ(1990-2016) | البيانات المناخية لـ(1990-2016) |
| الشهر                                             | يناير                           | فبراير                          | مارس                            | أبريل                           | مايو                            | يونيو                           | يوليو                           | أغسطس                           | سبتمبر                          | أكتوبر                          | نوفمبر                          | ديسمبر                          | المعدل السنوي                   |
| ------------------------------------------------- | ------------------------------- | ------------------------------- | ------------------------------- | ------------------------------- | ------------------------------- | ------------------------------- | ------------------------------- | ------------------------------- | ------------------------------- | ------------------------------- | ------------------------------- | ------------------------------- | ------------------------------- |
| الدرجة القصوى °م (°ف)                             | 31.0 (87.8)                     | 35.6 (96.1)                     | 38.6 (101.5)                    | 44.1 (111.4)                    | 50.2 (122.4)                    | 49.5 (121.1)                    | 49.0 (120.2)                    | 48.3 (118.9)                    | 45.2 (113.4)                    | 41.5 (106.7)                    | 38.7 (101.7)                    | 32.8 (91.0)                     | 50.2 (122.4)                    |
| متوسط درجة الحرارة الكبرى °م (°ف)                 | 24.6 (76.3)                     | 25.8 (78.4)                     | 28.6 (83.5)                     | 33.7 (92.7)                     | 38.4 (101.1)                    | 39.2 (102.6)                    | 37.5 (99.5)                     | 36.2 (97.2)                     | 35.7 (96.3)                     | 34.2 (93.6)                     | 30.3 (86.5)                     | 26.7 (80.1)                     | 32.6 (90.6)                     |
| المتوسط اليومي °م (°ف)                            | 20.7 (69.3)                     | 21.7 (71.1)                     | 24.2 (75.6)                     | 28.9 (84.0)                     | 33.5 (92.3)                     | 34.8 (94.6)                     | 34.0 (93.2)                     | 32.9 (91.2)                     | 32.0 (89.6)                     | 30.2 (86.4)                     | 26.2 (79.2)                     | 22.6 (72.7)                     | 28.5 (83.3)                     |
| متوسط درجة الحرارة الصغرى °م (°ف)                 | 17.0 (62.6)                     | 18.0 (64.4)                     | 20.3 (68.5)                     | 24.7 (76.5)                     | 29.2 (84.6)                     | 31.2 (88.2)                     | 31.5 (88.7)                     | 30.5 (86.9)                     | 29.1 (84.4)                     | 26.4 (79.5)                     | 22.5 (72.5)                     | 18.9 (66.0)                     | 24.9 (76.9)                     |
| أدنى درجة حرارة °م (°ف)                           | 10.8 (51.4)                     | 11.0 (51.8)                     | 14.8 (58.6)                     | 17.0 (62.6)                     | 20.5 (68.9)                     | 26.4 (79.5)                     | 26.7 (80.1)                     | 26.0 (78.8)                     | 24.4 (75.9)                     | 18.5 (65.3)                     | 16.8 (62.2)                     | 12.1 (53.8)                     | 10.8 (51.4)                     |
| الهطول مم (إنش)                                   | 20.4 (0.80)                     | 10.2 (0.40)                     | 23.9 (0.94)                     | 6.3 (0.25)                      | 0.8 (0.03)                      | 0.0 (0.0)                       | 1.7 (0.07)                      | 0.1 (0.00)                      | 0.1 (0.00)                      | 3.8 (0.15)                      | 7.3 (0.29)                      | 22.6 (0.89)                     | 97.2 (3.82)                     |
| متوسط الرطوبة النسبية (%)                         | 62                              | 63                              | 60                              | 51                              | 47                              | 56                              | 68                              | 72                              | 69                              | 59                              | 60                              | 62                              | 61                              |
| المصدر: National Center of Meteorology&Seismology |                                 |                                 |                                 |                                 |                                 |                                 |                                 |                                 |                                 |                                 |                                 |                                 |                                 |

### الموقع والمساحة
تتشارك الإمارة في حدودها مع كل من إمارة الشارقة ورأس الخيمة من جهة الغرب، أما من جهة الجنوب فتشترك حدودها مع إمارة الشارقة. أما من الشمال فلها حدود دولية مع سلطنة عُمان.
تقع أمارة الفجيرة على بحر عُمان خارج مضيق هرمز، في الجزء الشرقي من شبه الجزيرة العربية ويحدها من الشرق بحر عُمان ومن الغرب إمارة رأس الخيمة وإمارة الشارقة ومن الجنوب مدينة كلباء بإمارة الشارقة وتطل على ساحل عُمان وتمتد على بحر عُمان بمسافة 70 كيلو متراً من قرية أوحلة حتى دبا شمالاً وهي آخر حدود الإمارة على الساحل، تبلغ مساحة إمارة الفجيرة 1165 كيلومترا مربعا، وهو ما يعادل 1.5 % من مساحة دولة الإمارات العربية المتحدة بدون الجزر وتعتبر خامس إمارة من حيث المساحة.

### أهم المدن والأحياء
- الفصيل
- الفجيرة
- الغرفة
- دبا الفجيرة
- الطيبة (الفجيرة)
- حبحب
- قراط
- وادي السدر
- السيجي
- قدفع
- البدية
- الطويين
- احفرة
- القرية
- البدية
- شرم
- ضدنا
- الرحيب
- رول ضدنا
- العقة
- مسافي الفجيرة
- البثنة
- الحيل
- الفرفار
- مدوك
- وادي سهم
- الحلاة
- اوحلة
- مريشيد
- البليدة
- سكمكم
- صفد
- ثيب
- جروف

## السكان
بلغ عدد سكان الإمارة 125,698 نسمة طبقاً للتعداد السكاني في ديسمبر 2005 . وحوالي 256,256 نسمة وفقا لتقديرات منتصف عام 2019. فيما يلي أعداد السكان بحسب المناطق وفقا لتعداد سنة 2019:
| تعداد سكان إمارة الفجيرة لعام 2019 | تعداد سكان إمارة الفجيرة لعام 2019 | تعداد سكان إمارة الفجيرة لعام 2019 | تعداد سكان إمارة الفجيرة لعام 2019 | تعداد سكان إمارة الفجيرة لعام 2019 | تعداد سكان إمارة الفجيرة لعام 2019 | تعداد سكان إمارة الفجيرة لعام 2019 | تعداد سكان إمارة الفجيرة لعام 2019 |
| المدينة /المنطقة                   | عدد السكان                         | ذكور                               | إناث                               | مواطنين                            | مواطنين                            | غير مواطنين                        | غير مواطنين                        |
| المدينة /المنطقة                   | عدد السكان                         | ذكور                               | إناث                               | ذكور                               | إناث                               | ذكور                               | إناث                               |
| ---------------------------------- | ---------------------------------- | ---------------------------------- | ---------------------------------- | ---------------------------------- | ---------------------------------- | ---------------------------------- | ---------------------------------- |
| الفجيرة (المدينة)                  | 93,616                             | 57,556                             | 36,060                             | 11768                              | 12075                              | 45770                              | 23985                              |
| الفجيرة (المدينة)                  | 93,616                             | 57,556                             | 36,060                             | المجموع = 23861                    | المجموع = 23861                    | المجموع = 69755                    | المجموع = 69755                    |
| ريف مدينة الفجيرة                  | 89,069                             | 62404                              | 26665                              | 17588                              | 18200                              | 44816                              | 8465                               |
| ريف مدينة الفجيرة                  | 89,069                             | 62404                              | 26665                              | المجموع = 35788                    | المجموع = 35788                    | المجموع = 53281                    | المجموع = 53281                    |
| دبا الفجيرة                        | 41017                              | 25718                              | 15299                              | 7913                               | 8119                               | 17805                              | 7180                               |
| دبا الفجيرة                        | 41017                              | 25718                              | 15299                              | المجموع = 16032                    | المجموع = 16032                    | المجموع= 24985                     | المجموع= 24985                     |
| ريف دبا الفجيرة                    | 32554                              | 18750                              | 13804                              | 9485                               | 9658                               | 9265                               | 4146                               |
| ريف دبا الفجيرة                    | 32554                              | 18750                              | 13804                              | المجموع = 19143                    | المجموع = 19143                    | المجموع = 13411                    | المجموع = 13411                    |
| المجموع                            | 256256                             | 164428                             | 91828                              |                                    |                                    |                                    |                                    |

| أعداد السكان لآخر خمس سنوات | أعداد السكان لآخر خمس سنوات |
| السنة                       | عدد السكان                  |
| --------------------------- | --------------------------- |
| 2019                        | 256,256                     |
| 2018                        | 243,127                     |
| 2017                        | 236,811                     |
| 2016                        | 225,360                     |
| 2015                        | 213,712                     |

بلغت كثافة السكان لكل كيلومتر مربع في مدينة الفجيرة 2015 نسمة، وفي ريف مدينة الفجيرة 90 نسمة، وفي مدينة دبا الفجيرة 600 نسمة، وفي ريف مدينة دبا 69 نسمة. وبلغ عدد المواليد في إمارة الفجيرة 3,339 من المواطنين والمقيمين.

## السياحة والمعالم
تتميز الفجيرة بمقوّمات سياحية هائلة بفضل وجود الشواطئ الرائعة الممتدة على الشريط الساحلي، والجبال الشاهقة الملاصقة لشاطئ البحر في كثير من المناطق، والأودية الطبيعية والأفلاج ذات المناظر الخلابة. ونظراً لموقعها الشرقي، ومناخها المعتدل، وطبيعتها المتنوعة مقارنة ببقية الإمارات، ساعد ذلك على جعلها وجهة سياحية للاسترخاء والاستجمام. ومن المناطق الهامة في الإمارة منطقة دبا الفجيرة، التي توجد فيها مشاريع الزراعة والثروة الحيوانية، كما أنها تشتهر بصيد الأسماك.
كما تمتاز الإمارة بوجود العديد من العيون المياه المعدنية والكبريتية التي يسعى إليها الناس من مختلف مناطق الفجيرة لغرض الإستشفاء من بعض الأمراض الجلدية وأمراض المفاصل، كما عملت طبيعتها البحرية المميزة، على جذب الرياضات البحرية من الدولة، ومن كافة أنحاء العالم لممارسة السباحة وسباقات القوارب، والتزلج على الماء، وصيد الأسماك.
وقد تم ترميم المواقع الأثرية في الإمارة وإعادة تأهيلها وفق إسلوب علمي دقيق وإعادتها إلى سابق عهدها من خلال استخدام المواد نفسها التي تم استخدامها من قبل السكان الأوائل في بناء مبانيهم والقلاع في الماضي أهمها صخور البازلت التي تنتشر بكثرة في الإمارة بالإضافة إلى الحجر والحصى والطين والتبن ومادة الصاروج.
وبالعودة إلى منطقة الفجيرة القديمة فإنها تتضمن إلى جانب قلعة الفجيرة المسجد القديم وبيوت الحكام الشرقيين ومن أشهر بيوت الحكام بيت الشيخ محمد بن حمد الشرقي والشيخ عبد الله بن حمدان الشرقي.

وتقع قرية الفجيرة للتراث بجانب حديقة عين مضب، وهي تصور الماضي القديم بجميع ملامحه وتفاصيله، مثل المساكن القديمة وأدوات الطبخ والطعام التي كان يستعملها الأجداد، وأساليب الري القديمة التي تستعمل تجهيزات تديرها الثيران لاستخراج المياه وسقاية المزارع، ويحتوي متحف الفجيرة على مقتنيات أثرية وتراثية قديمة تم اكتشافها في إمارة الفجيرة، يعود تاريخها إلى 4500 عام.

### العيون والأودية
عين مضب
يرتادها الزوار للاستشفاء من تلك الأمراض وتشتهر العين بتركيبة مياهها المعدنية والكبريتية، وتقع وسط حديقة ومتنزه عين مضب في نهاية شارع الاتحاد في الطرف الشمالي من مدينة الفجيرة ·
عين الغمور
لا تقتصر مميزات هذه العين على معالجة الأمراض بل تغمر من يرتادها بسحر موقعها الذي تكسوه أشجار السدر والنخيل والأرك وتقع هذه العين على بعد خمسة وعشرون كيلومتراً من مركز مدينة الفجيرة جنوبا وقرب الطريق المؤدي إلى وحله وكلما اقترب الزائر من العين تنساب رائحة الكبريت من بعض مياهها في مجرى الوادي وتتسرب على جوانبه المادة الكبريتية البيضاء المترسبة عن مياه العين وتصل درجة حرارة العين 55 أو 60 درجة مئوية ويؤم الناس موقع عين الغمور لخاصية التركيب الكيميائي ودرجة حرارة المياه المرتفعة ناشدين الاستشفاء من أمراض الروماتيزم والمفاصل وضمور العضلات وبعض الأمراض الجلدية.
وادي الوريعة
يطلق على الوادي تسميته نسبة إلى نبات الورع وهو الاسم المحلي لنبات القصب والمشهور بحبه للماء حيث ينتشر بشكل خاص في أماكن تواجد برك المياه الدائمة في الوادي. تقع منطقة وادي الوريعة على بعد مسافة 45 كيلومتراً شمال مدينة الفجيرة ما بين خور فكان والبدية وتطوقها سلسلة من الجبال وتتميز المنطقة بوجود أعداد كبيرة من عيون المياه والشلالات التي تنبع من باطن الأرض، كما تتميز بوجود المحمية الطبيعية التي أقامتها فيها حكومة الفجيرة مؤخراً بتوجهات من صاحب السمو الشيخ حمد بن محمد الشرقي عضو المجلس الأعلى حاكم الفجيرة بجعل الوريعة محمية طبيعية لتصبح أول منطقة جبلية تتحول إلى محمية في الدولة لوجود العديد من الحيوانات البرية والطيور وأعداد كبيرة من البرمائيات والحشرات المائية والنباتات البرية المتعددة.
وتتميز منطقة وادي الوريعة بوجود طبيعة نادرة سمحت بتكوين نظام قادر على تخزين المياه في منطقة جبلية إضافة إلى أنها تتميز بوجود شلال الوريعة الذي تصب مياهه في البرك الطبيعية التي تصل عمق بعضها إلى 4 أمتار وتحيط بها أشجار ونباتات جبلية، حيث إن الماء لا ينقطع على مدار العام وتتضاعف كميته في موسم الأمطار.

### القلاع والحصون
قلعة الفجيرة
 وهي من أشهر القلاع في المنطقة الشرقية وتلقب بالحصن وترتبط بتاريخ منطقة الفجيرة القديمة ارتباطا وثيقا، فهي تتوسط قرية الفجيرة القديمة وتقع خلف مزارع النخيل على بعد 2 كم من البحر و 3 كم من الجبال وقد بنيت على قمة جبل صخري صغير يبلغ ارتفاعه 20 مترا وتعتبر من أشهر القلاع وأضخمها وكان لها دور كبير في حماية المنطقة من الاستعمار.
تتكون القلعة من ثلاثة أبراج دائرية في الشمال الغربي والوجهات الشرقية والشمالية وكانت هذه الأبراج تستخدم كأماكن إقامة الحراس أثناء حكم الشيخ حمد بن عبدالله الشرقي. أما البرج الرابع فهو مستطيل الشكل ويعد أكبر أبراج القلعة. وتتكون القلعة من طابقين إضافة إلى السطح حيث يوجد في الطابق الأرضي قاعة كبيرة وغرفة واحدة كبيرة ومدخل كبير للقلعة وسلم كبير يصل إلى الدور الأول الذي يحتوي على قاعة للمجلس ويوجد به بعض الشرفات التي تطل فوق التل وممر كبير يصل إلى الدور الثاني والسطح.
قلعة البثنة
تحيط بها المزارع والعيون وغيرها من التضاريس الطبيعية، نظراً لقربها من وادي حام وبساتين النخيل والزائر للقلعة بإمكانه أن يقضي وقتاً ممتعاً بمشاهدة الجبال وبساتين النخيل التي تتوسطها وقد أكسبتها مياه العيون العذبة القريبة منها نكهة خاصة ·
وتتميز القلعة بقربها من الطريق العام الذي يربط إمارة الفجيرة بباقي الإمارات حيث يستطيع السائح أو الزائر أثناء قدومه إلى الإمارة أو مغادرته لها القيام بزيارتها لقربها من الطريق ويعود تاريخ بنائها 1735م ·
حصن ومربعة الحيل
يسمى أيضا ''مربعة الحيل'' كما يطلق عليها البعض بسبب شكله المربع، بناه الشيخ عبد الله بن حمدان الشرقي قبل ما يزيد عن 150 عاما. يطل على وادي الحيل ويبعد مسافة 15 دقيقة بالسيارة عن المدينة من الجنوب الغربي، وهو وقريب من الطريق العام الذي يربط إمارة الفجيرة بالإمارات الأخرى، ويتكون من قاعات للاجتماعات وغرف نوم ومخازن ومطبخ كما أنه محاط بسور حصين مزود بفرجات أو فتحات للرمي بالأسلحة لأغراض الدفاع، أما خارج الحصن وعلى قمة ربوة فيقف برج المراقبة والدفاع مطلا على القصر والقرية وعلى أرضية الطابق الأرضي توجد مدبسة للتمر.
استمد الحصن شهرته من كونه المقر السابق لحكام إمارة الفجيرة، خاصة خلال فترة الشيخ حمد بن عبد الله الشرقي الذي حكم إمارة الفجيرة حتى عام 1942 وينقسم الحصن إلى قسمين: قسم لمقر الحاكم والقسم الثاني للحراسة والمراقبة، ويسكن المنطقة قبيلة الكنود وهم من أحد فخوذ الشرقيين أهالي المنطقة الأصليين· 
قلعة أوحلة
وهي قلعة بنيت على أنقاض حصن يعود زمنه إلى العصر الحديدي في الألفية الأولى قبل الميلاد. بينما يقدّر عمر القلعة ما يقارب الـ250 سنة. . يتألف تصميم القلعة من بوابة كبيرة يبلغ عرضها متر وارتفاعها 2.5 متر، ويلي المدخل ردهة مستطيلة الشكل مخصصة للزوار، وسقفت من جذوع النخيل، وبداخل القلعة سلالم تصعد بالزائر إلى الدور الثاني ويمكن منها الوصول إلى برج دائري كبير الحجم، يبلغ ارتفاعه 11 متراً وقطره من الداخل 9 أمتار، حيث كان يتمركز الحراس والرماة سابقا، فيما يقع مقر القيادة في الطابق الثاني، وفيه شرفة وفتحات صغيرة لدخول الضوء والهواء. ويتردد عليها الكثير من الزوار والسياح من كافة أنحاء العالم

### أهم المناطق

#### دبا الفجيرة
تقع في أقصى شمال الإمارة وتتميز بشواطئ رملية وسلاسل جبلية ومياهها النقية، وتشتهر بالعديد من القلاع والآثار، ويمتد تاريخها إلى عصور قديمة حيث كانت مركزاً تجارياً 

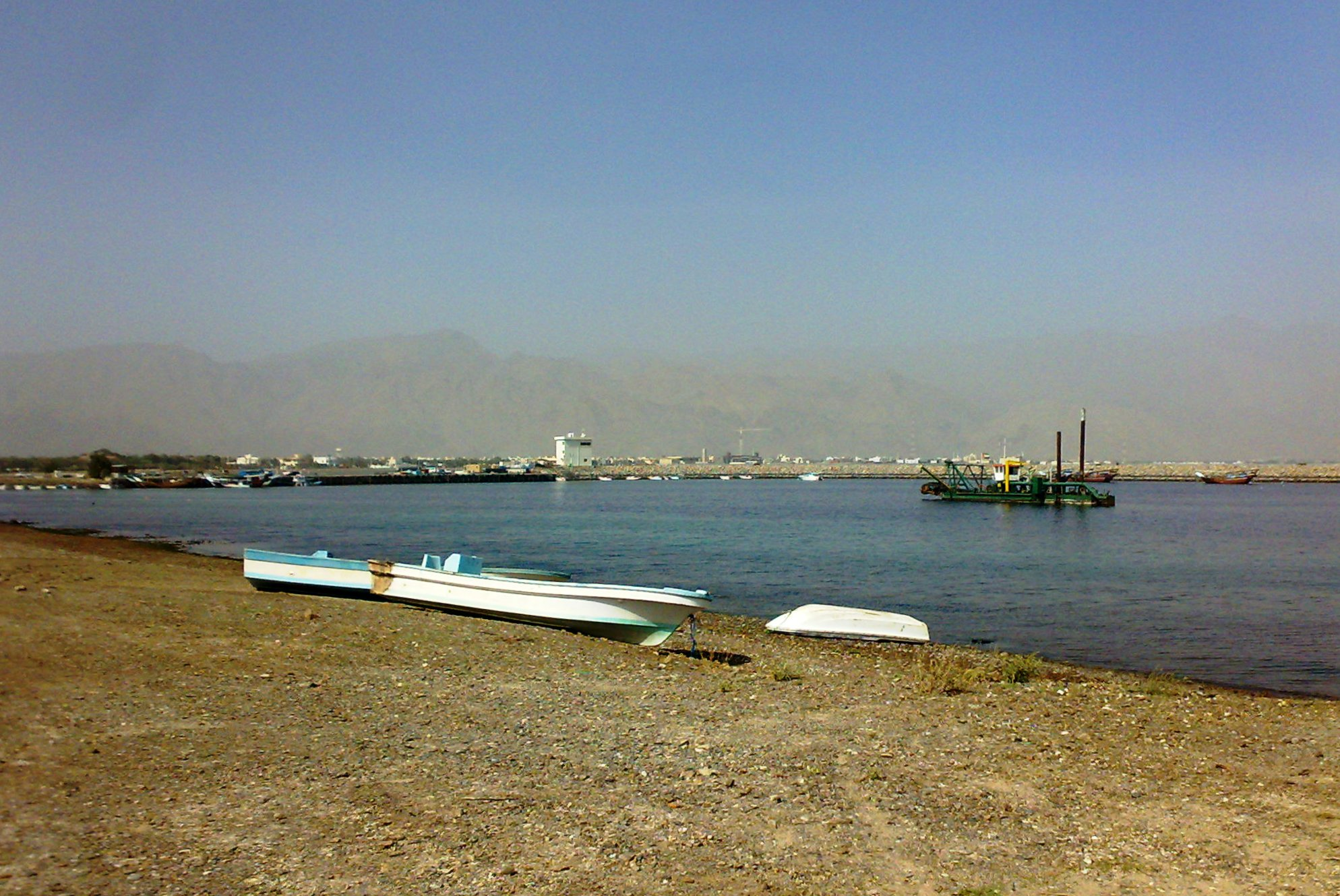
دبا الفجيرة

هاماً خلال العهد الفينيقي.

#### البدية
تقع على بعد 38 كيلومترا شمال مدينة الفجيرة، وتشتهر بالمسجد الأثري المسمى مسجد البدية المقام بها، والذي يعتبر من أقدم المساجد في دولة الإمارات، ويعرف أيضا باسم مسجد عثمان، ويشتهر بتصميمه الفريد المتمثل في قبابه الأربع الصغيرة في أعلى سطح المسجد .

#### مسافي
تشتهر بالينابيع العذبة والوديان الجارية. وفيها سوق محلي مميز يسمى سوق الجمعة، الذي يعرض البضائع المحلية مثل الخضار والفاكهة ونباتات الزينة، وكذلك المنتجات الفخارية المحلية والسجاد الصوفي.

#### قدفع
تقع على بعد 18 كيلومترا من مدينة الفجيرة، وقد اُكتشف بها مدفن أثري على شكل حدوة حصان، يرجع تاريخه إلى 500 عام قبل الميلاد والعديد من الأسلحة المصنوعة من البرونز والأواني الخزفية والمجوهرات، وهي معروضة حاليا في متحف الفجيرة الوطني.

#### البثنة
تقع على بعد 15 كيلومترا في قلب وادي حام ويوجد بها معبد أثري يرجع تاريخه إلى سنة 2000 قبل الميلاد، وفيها أيضا قلعة إسلامية تاريخية، كانت تستخدم لحراسة الممرات الحيوية في وادي حام.

## الاقتصاد

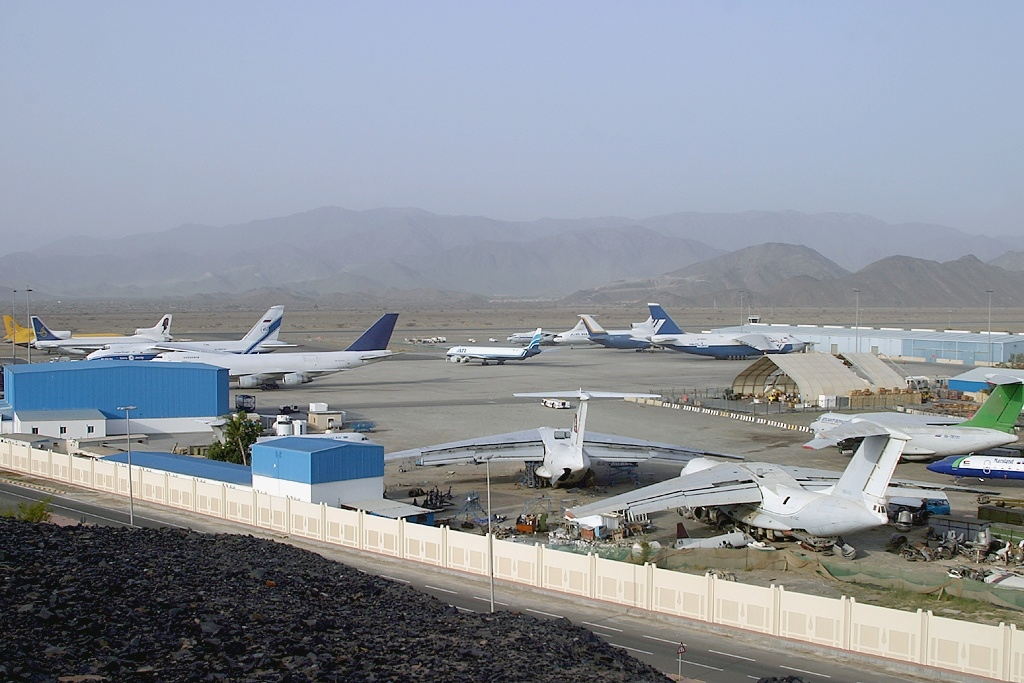
مطار الفجيرة

يقوم اقتصاد الإمارة على الثروة السمكية والزراعة، وتعتمد الزراعة في الفجيرة على مياه الأمطار التي تنحدر من قمم الجبال، وتعد أراضي الإمارة من أفضل الأراضي الزراعية في المنطقة. تكمن مكانتها الاقتصادية بأنها تعد المنفذ الوحيد إلى المحيط الهندي في دولة الإمارات، وقد خطت خلال السنوات الأخيرة خطوات متسارعة في مجالات التنمية الاجتماعية، والاقتصادية، وتشهد حالياً تحولاً واسع النطاق يهدف إلى جعل الإمارة قبلة عالمية ذات اقتصاد تنافسي عالمي .
تنشط الإمارة في مجال تقديم الخدمات اللوجستية لصناعة النفط المحلية والعالمية، وهي ثاني أكبر ميناء «عالمي» في تزويد السفن بالوقود بعد سنغافورة، وتحتل المركز الثالث عالميا في تخزين النفط والمشتقات البترولية . ومؤخرا، اِفتتح فيها أول رصيف لناقلات النفط العملاقة والذي يعتبر الأعمق عالمياً بكلفة 650 مليون درهم (176,971,860 مليون دولار) كما يعتبر ميناء الفجيرة أحد أهم موانئ شحن الماشية في العالم.
تشتهر الفجيرة أيضاً بصناعات المحاجر، وكسارات الحجارة الخاصة بمواد البناء، والتي لاقت طلباً كبيراً لسد احتياجات الإنشاءات والبناء في إماراتي أبوظبي ودبي. وقد بلغ الناتج المحلي الاجمالي للإمارة 140 مليون درهم لعام 2014. وارتفع إلى 16.6 مليار درهم في عام 2019، وبلغت قيمة التجارة الخارجية المباشرة 2610 ملايين درهم، وعبر المنطقة الحرة حوالي 6673 مليون درهم بإجمالي 9283 مليون درهم.

## الرياضة
تشتهر إمارة الفجيرة برياضة التايكواندو من خلال نادي الإمارة نادي الفجيرة للتايكواندو الذي يعتبر النادي الأول على مستوى الدولة ويشارك في معظم البطولات العربية والدولية وله عديد من النائج في هذه المشاركات والجدير بالذكر أن رياضة التايكواندو تحظى بدعم كامل من الشيخ محمد بن حمد الشرقي ولي عهد الإمارة ولقد استضافت الإمارة بطولات على مستوى عالمي للتايكواندو. نادي الفجيرة هو النادي الرسمي لإمارة الفجيرة ومقره نادي الفجيرة الرياضي الثقافي.
كما تشتهر إمارة الفجيرة بالرياضات البحرية ويمكن ممارسة رياضات السباحة والغوص والغطس والصيد وغيرها من الرياضات البحرية مثل التزلج على الأمواج والتجديف والتزلج الهوائي . العديد من فنادق الفجيرة تنظم رحلات للإستمتاع بالرياضات البحرية للراغبين بذلك، ويوفر نادي الفجيرة البحري الدولي الفرصة لممارسة العديد من هذه الرياضات.
يقام ماراثون الفجيرة بشكل سنوي، ويشارك فيه آلاف العدائين المحترفين والهواة من الجنسين ومن كافة الأعمار وكافة الجنسيات من سائر أنحاء العالم. يتنافسون ضمن عدة فئات، هي: سباقات نصف الماراثون لمسافة (21,98 كلم) والسباق لمسافة 10 كلم و 5 كلم و 3 كلم للأطفال، و 2 كلم للكراسي المتحركة وكلم واحد لأصحاب الإعاقة البصرية و 200 متر للنساء الحوامل.

## التعليم
في إمارة الفجيرة الكثير من المدارس الحكومية والخاصة بجميع مستوياتها الابتدائي والاساسي والثانوي وبعض المدارس الإنجليزية وأيضاً تضم العديد من الجامعات مثل:
- جامعة العلوم و التقنية بالفجيرة
- كلية التقنية العليا - كلية الفجيرة للطالبات
- جامعة الفجيرة
- معهد التكنولوجيا التطبيقية
- أكادمية الفجيرة للطيران
- كلية سيتي إنترناشونال
- كلية لندن أمريكا سيتي
- كلية بي آي إم إس
- كلية التقنية العليا - كلية الفجيرة للبنين

## معرض صور

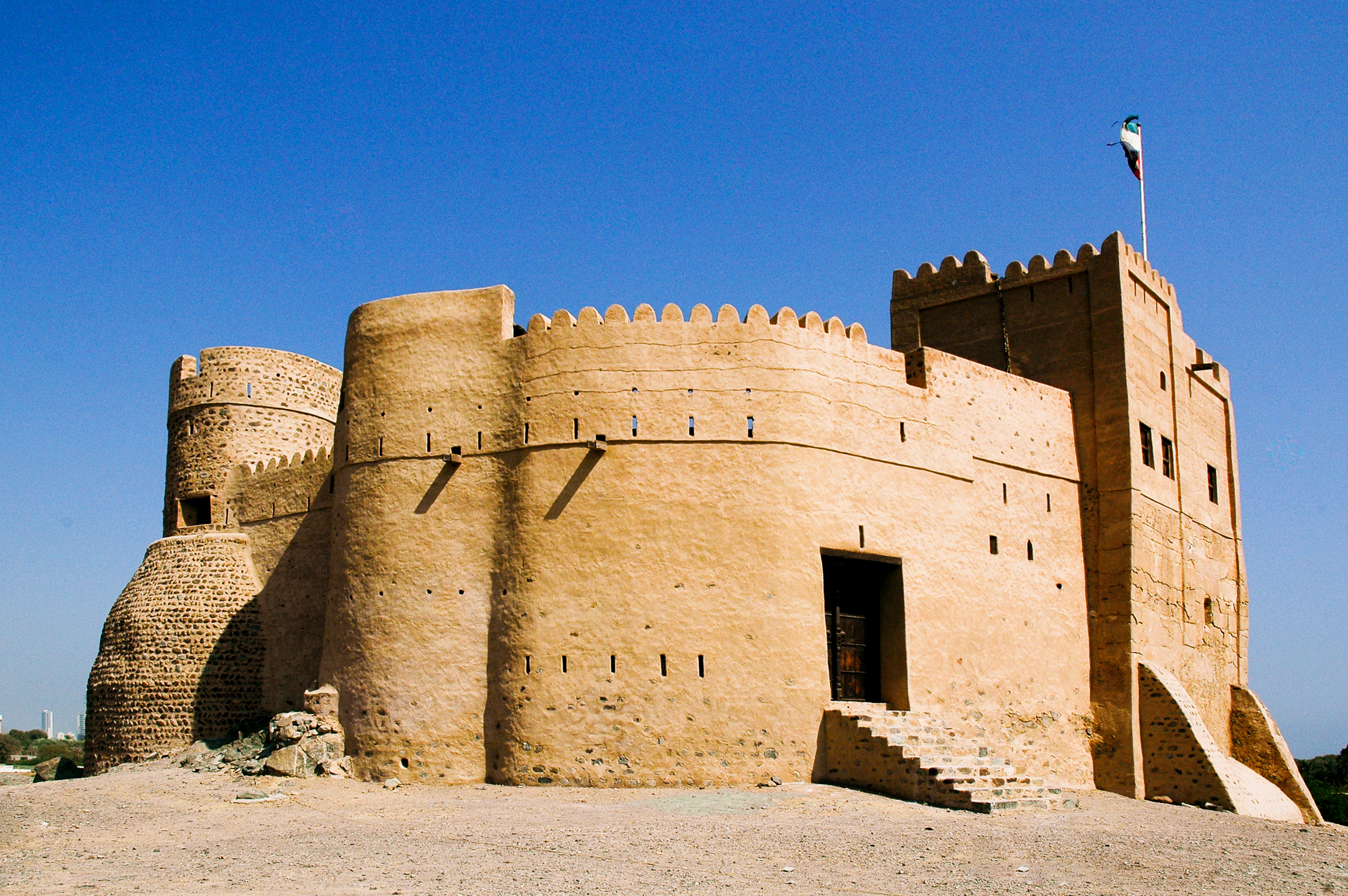
قلعة الفجيرة
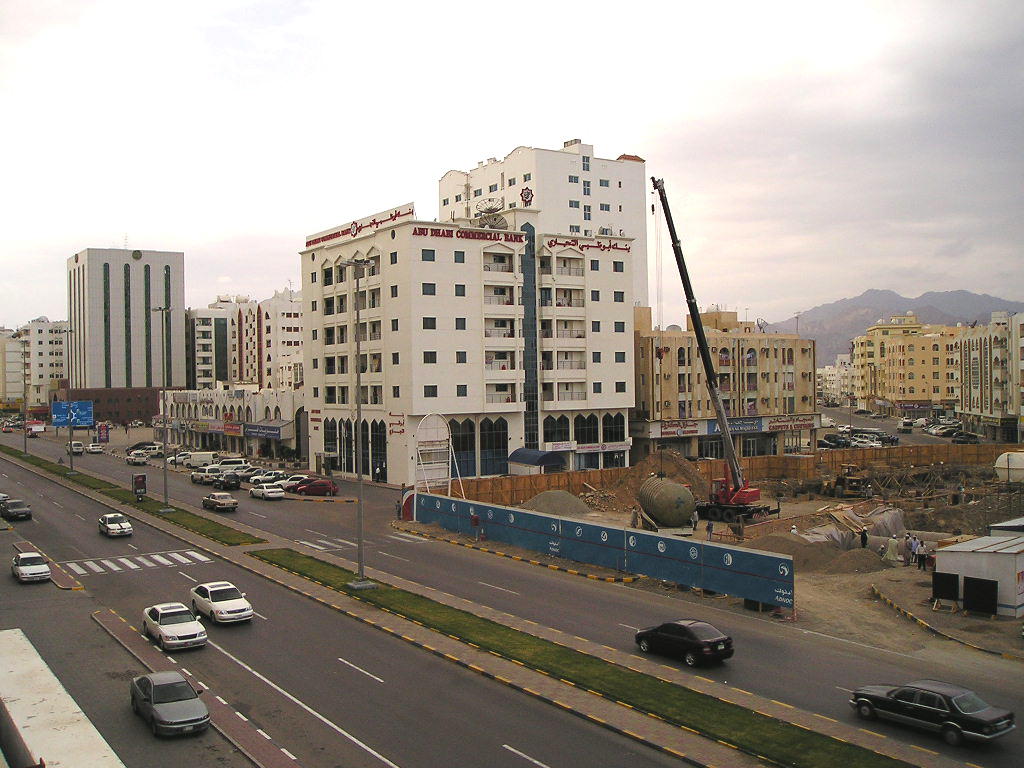
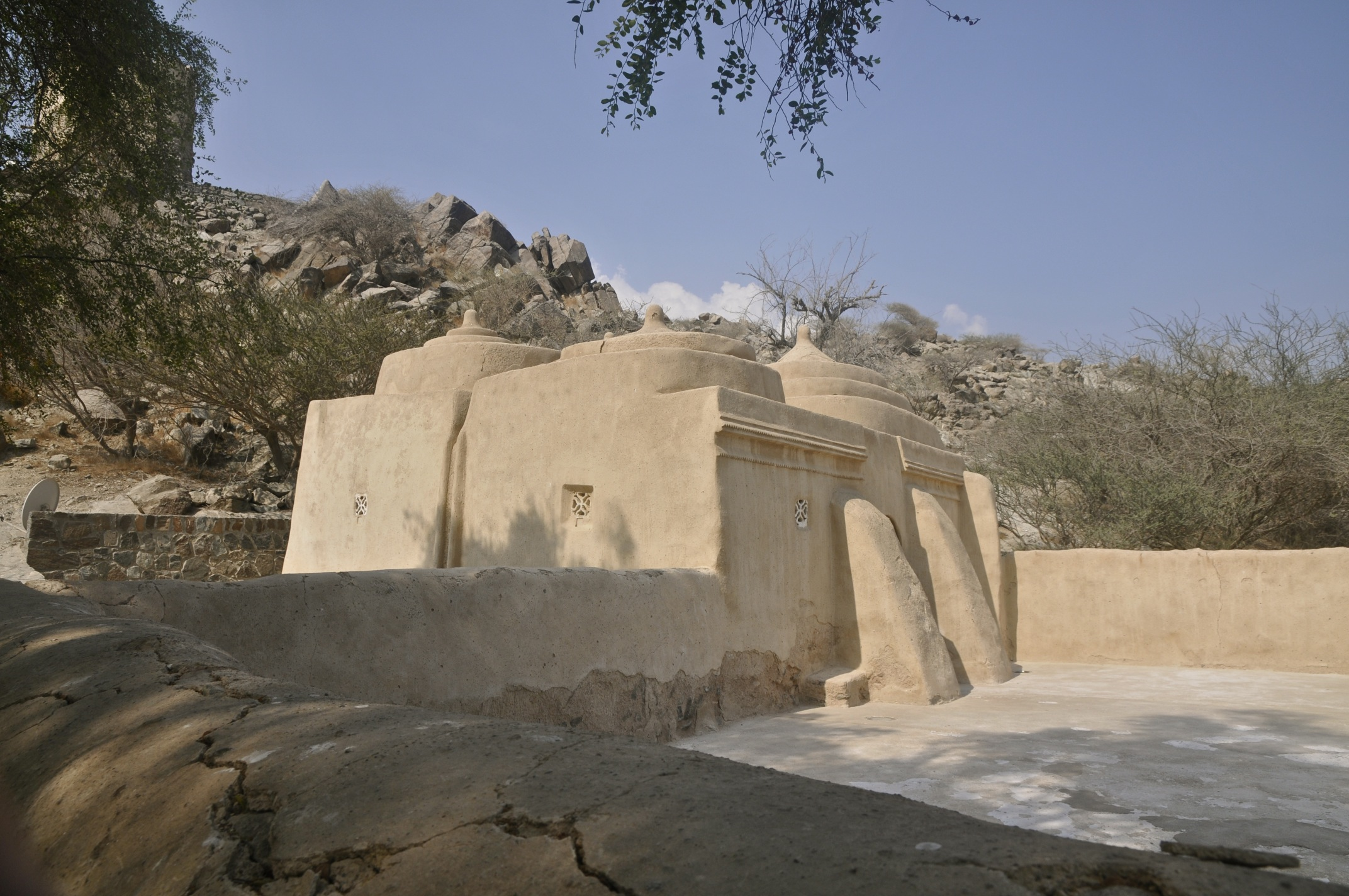
مسجد البدية
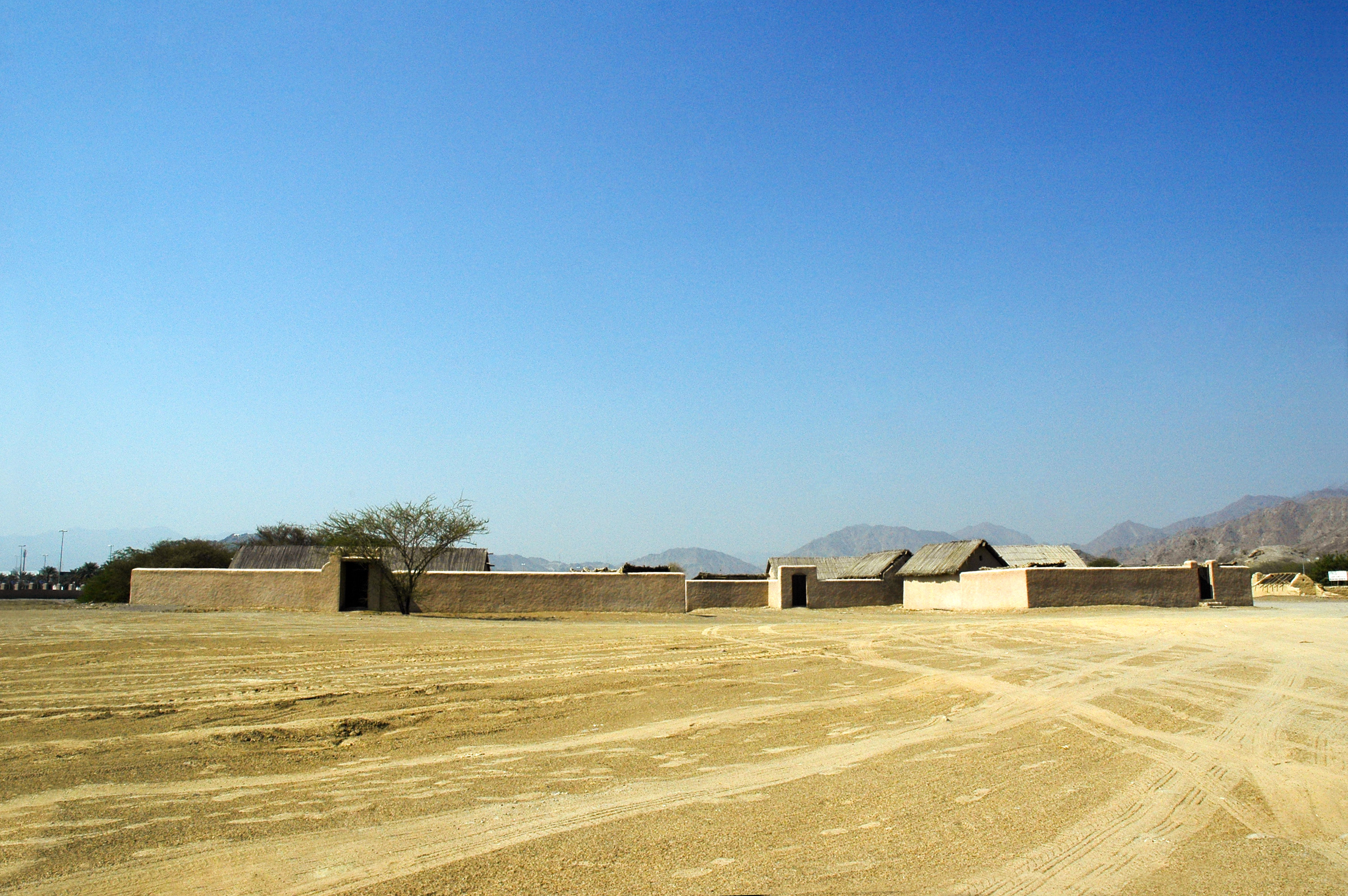
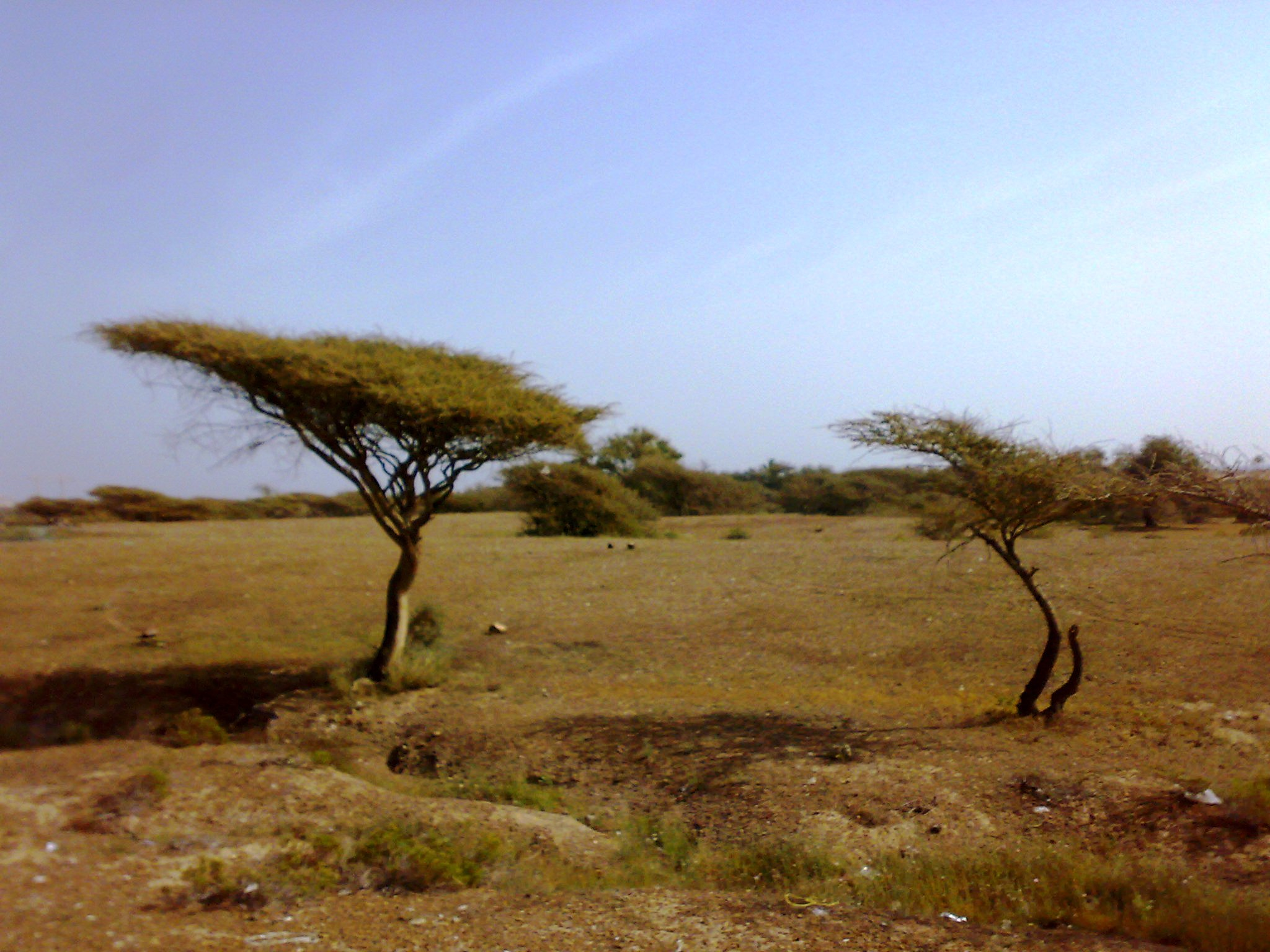
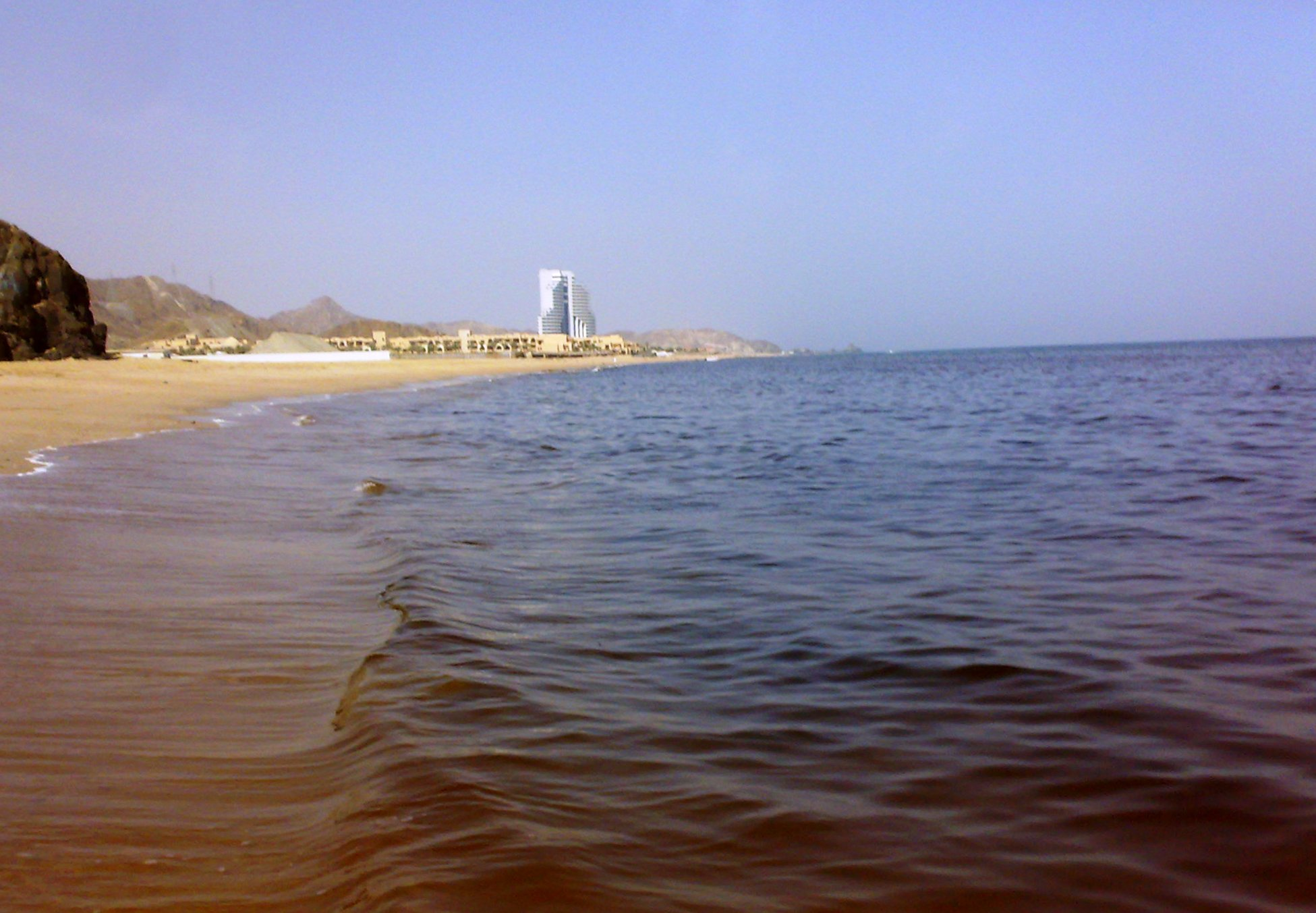